# جورج رادين
جورج رادين (بالإنجليزية: George Radin)‏ هو عالم حاسوب ومهندس أمريكي، ولد في 22 يناير 1931، وتوفي في 21 مايو 2013 في أغاوام في الولايات المتحدة.